# Département de Bamboutos
Département de Bamboutos är ett departement i Kamerun.   Det ligger i regionen Västra regionen, i den västra delen av landet, 240 km nordväst om huvudstaden Yaoundé. Antalet invånare är 318 848. Arean är 1 173 kvadratkilometer.
Terrängen i Département de Bamboutos är varierad.